# TOMA (イラストレーター)
TOMA（とま）は日本のゲームの原画家・イラストレーター。apricot代表。

## 担当作品
- ApRicoT
  - メイプルカラーズHHH クラス全員俺の嫁!（原画、シナリオ）
  - イセカイ・ラヴァーズ! 〜巨乳の勇者達はちょろいん〜（原画、企画）
  - 桜花センゴク 〜信長ちゃんの恋して野望!?〜（原画）
  - ゆにばる! PARANORMAL GIRLS STRIKE!!（原画）
  - MapleColors2（原画、シナリオ）

- Apricot Cherry
  - 名門女子校旅行 〜俺だけ男なんですが!?〜（原画、シナリオ）
  - えすっ娘クイーン 〜会長のメイド達〜（原画、シナリオ）
  - お尻っ娘ヴィーナス2（原画、企画、監督）
  - お尻っ娘ヴィーナス（原画、シナリオ）
  - えむっ娘シスターズ（原画）
  - シスタ×シスタ 〜Lovevery Sisters〜（原画、ディレクター）
  - インモラル・リトルDS（企画）
  - インモラル・リトル（企画）

- Alchemist
  - 桜花センゴク Portable（原画）

- 角川書店
  - メイプルカラーズ 〜決戦は学園祭!〜（原画、シナリオ）

- CROSS NET
  - AYAKASHI H（原画、シナリオ）
  - AYAKASHI アヤカシ（原画、シナリオ、監督）
  - Maple Colors H（原画、シナリオ）
  - Maple Colors（原画、シナリオ）
  - DEEP VOICE（原画）

- Jellyfish
  - GREEN 〜秋空のスクリーン〜（背景美術、3DCG）